# باشگاه فوتبال فیورنتینا در فصل ۲۲–۲۰۲۱
فصل ۲۰–۲۰۱۹ نود و پنجمین فصل ای.سی. اف فیورنتینا از زمان تأسیس باشگاه، و هجدهمین سال متوالی حضور این باشگاه در لیگ برتر فوتبال ایتالیا است. در این فصل فیورنتینا در سری آ و کوپا ایتالیا با حریفان خود به رقابت می‌پردازد. پس از نتایج ناامید کننده فصل گذشته، جوزپه یاکینی در پایان فصل از تیم کنار گذاشته شد. جنارو گتوزو ابتدا در اوایل تابستان به عنوان سرمربی تیم استخدام شد، اما ۲۳ روز پس از انتصاب وی به دلیل اختلاف نظر در مورد سیاست نقل و انتقالات، از تیم جدا شد. وینچنزو ایتالیانو از اسپتزیا به عنوان سرمربی بعدی فیورنتینا استخدام شد.

## بازیکنان

### اطلاعات ترکیب
تا تاریخ ۴ ژانویه ۲۰۲۲.
| شماره                                                   | بازیکن               | کشور        | پست(ها)                                 | تاریخ تولد (سن)         | تاریخ ورود  | پایان قرارداد | ورود از            | توضیحات     | تعداد حضور  | تعداد گل    |
| دروازه‌بانان                                             | دروازه‌بانان          | دروازه‌بانان | دروازه‌بانان                             | دروازه‌بانان             | دروازه‌بانان | دروازه‌بانان   | دروازه‌بانان        | دروازه‌بانان | دروازه‌بانان | دروازه‌بانان |
| ------------------------------------------------------- | -------------------- | ----------- | --------------------------------------- | ----------------------- | ----------- | ------------- | ------------------ | ----------- | ----------- | ----------- |
| ۱                                                       | پیترو تراچانو        | ایتالیا     | دروازه‌بان                               | ۸ مارس ۱۹۹۰ ‏(۳۵ سال)    | ۲۰۱۹        | ۲۰۲۳          | امپولی             |             | ۱۶          | ۰           |
| ۲۵                                                      | آنتونیو روزاتی       | ایتالیا     | دروازه‌بان                               | ۲۶ ژوئن ۱۹۸۳ ‏(۴۱ سال)   | ۲۰۲۱        |               | تورینو             |             | ۳           | ۰           |
| ۶۹                                                      | بارتومی درانگوفسکی   | لهستان      | دروازه‌بان                               | ۱۹ اوت ۱۹۹۷ ‏(۲۷ سال)    | ۲۰۱۶        | ۲۰۲۳          | یاگلونیا بیاویستوک |             | ۷۶          | ۰           |
| مدافعان                                                 |                      |             |                                         |                         |             |               |                    |             |             |             |
| ۲                                                       | لوکاس مارتینز کوارتا | آرژانتین    | مدافع وسط                               | ۱۰ مهٔ ۱۹۹۶ ‏(۲۸ سال)     | ۲۰۲۰        | ۲۰۲۵          | ریور پلاته         |             | ۲۳          | ۱           |
| ۳                                                       | کریستیانو بیراگی     | ایتالیا     | مدافع چپ                                | ۱ سپتامبر ۱۹۹۲ ‏(۳۲ سال) | ۲۰۱۷        | ۲۰۲۴          | پسکارا             | captain     | ۱۰۹         | ۳           |
| ۴                                                       | نیکولا میلنکوویچ     | صربستان     | مدافع وسط                               | ۱۲ اکتبر ۱۹۹۷ ‏(۲۷ سال)  | ۲۰۱۷        | ۲۰۲۳          | پارتیزان           |             | ۱۲۴         | ۱۲          |
| ۱۷                                                      | الکسا ترزیچ          | صربستان     | مدافع چپ                                | ۱۷ اوت ۱۹۹۹ ‏(۲۵ سال)    | ۲۰۱۹        | ۲۰۲۴          | ستاره سرخ بلگراد   |             | ۲           | ۰           |
| ۲۳                                                      | لورنزو ونوتی         | ایتالیا     | مدافع راست                              | ۱۲ آوریل ۱۹۹۵ ‏(۲۹ سال)  | ۲۰۱۹        | ۲۰۲۴          | جوانان فیورنتینا   | بخش جوانان  | ۴۷          | ۰           |
| ۲۹                                                      | آلوارو اودریزولا     | اسپانیا     | مدافع راست                              | ۱۴ دسامبر ۱۹۹۵ ‏(۲۹ سال) | ۲۰۲۱        | ۲۰۲۲          | رئال مادرید        | قرضی        | ۲           | ۰           |
| ۵۵                                                      | ماتیا ناستازیچ       | صربستان     | مدافع وسط / مدافع چپ                    | ۲۸ مارس ۱۹۹۳ ‏(۳۱ سال)   | ۲۰۲۱        | ۲۰۲۳          | شالکه ۰۴           |             | ۲۶          | ۲           |
| ۹۸                                                      | ایگور                | برزیل       | مدافع وسط / مدافع چپ                    | ۷ فوریهٔ ۱۹۹۸ ‏(۲۷ سال)   | ۲۰۲۱        | ۲۰۲۴          | اسپال              |             | ۳۳          | ۰           |
| هافبک‌ها                                                 |                      |             |                                         |                         |             |               |                    |             |             |             |
| ۵                                                       | جاکومو بوناونتورا    | ایتالیا     | هافبک میانی / هافبک هجومی / هافبک کناری | ۲۲ اوت ۱۹۸۹ ‏(۳۵ سال)    | ۲۰۲۰        | ۲۰۲۲          | میلان              |             | ۳۸          | ۴           |
| ۸                                                       | ریکاردو ساپونارا     | ایتالیا     | هافبک هجومی                             | ۲۱ دسامبر ۱۹۹۱ ‏(۳۳ سال) | ۲۰۱۸        | ۲۰۲۲          | امپولی             |             | ۳۵          | ۳           |
| ۱۰                                                      | گاییتانو کاستروویلی  | ایتالیا     | هافبک میانی                             | ۱۷ فوریهٔ ۱۹۹۷ ‏(۲۸ سال)  | ۲۰۱۷        | ۲۰۲۴          | باری               |             | ۷۱          | ۸           |
| ۱۴                                                      | یوسف ماله            | ایتالیا     | هافبک میانی                             | ۲۸ اوت ۱۹۹۸ ‏(۲۶ سال)    | ۲۰۲۱        | ۲۰۲۴          | ونتزیا             |             | ۲           | ۰           |
| ۱۸                                                      | لوکاس توریرا         | اروگوئه     | هافبک میانی                             | ۱ فوریهٔ ۱۹۹۶ ‏(۲۹ سال)   | ۲۰۲۱        | ۲۰۲۲          | آرسنال             | قرضی        | ۱           | ۰           |
| ۲۴                                                      | مارکو بناسی          | ایتالیا     | هافبک میانی / هافبک هجومی               | ۸ سپتامبر ۱۹۹۴ ‏(۳۰ سال) | ۲۰۱۷        | ۲۰۲۴          | تورینو             |             | ۸۷          | ۱۳          |
| ۳۲                                                      | آلفرد دانکن          | غنا         | هافبک دفاعی / هافبک میانی               | ۱۰ مارس ۱۹۹۳ ‏(۳۲ سال)   | ۲۰۲۰        | ۲۰۲۴          | ساسوئولو           |             | ۲۰          | ۱           |
| ۳۴                                                      | سفیان امرابط         | مراکش       | هافبک دفاعی / هافبک میانی               | ۲۱ اوت ۱۹۹۶ ‏(۲۸ سال)    | ۲۰۲۰        | ۲۰۲۴          | هلاس ورونا         |             | ۳۳          | ۰           |
| مهاجمان                                                 |                      |             |                                         |                         |             |               |                    |             |             |             |
| ۷                                                       | خوزه کایخون          | اسپانیا     | وینگر راست / وینگر چپ                   | ۱۱ فوریهٔ ۱۹۸۷ ‏(۳۸ سال)  | ۲۰۲۰        | ۲۰۲۲          | ناپولی             |             | ۲۴          | ۰           |
| ۹                                                       | آرتور کابرال         | برزیل       | مهاجم نوک                               | ۲۵ آوریل ۱۹۹۸ ‏(۲۶ سال)  | ۲۰۲۲        | ۲۰۲۶          | بازل               |             | ۰           | ۰           |
| ۱۹                                                      | کشیشتف پیونتک        | لهستان      | مهاجم نوک                               | ۱ ژوئیهٔ ۱۹۹۵ ‏(۲۹ سال)   | ۲۰۲۲        |               | هرتابرلین          |             | ۰           | ۰           |
| ۲۲                                                      | نیکولاس گنزالس       | آرژانتین    | مهاجم نوک / وینگر                       | ۶ آوریل ۱۹۹۸ ‏(۲۶ سال)   | ۲۰۲۱        | ۲۰۲۶          | اشتوتگارت          |             | ۴           | ۱           |
| ۳۳                                                      | ریکاردو سوتیل        | ایتالیا     | مهاجم نوک / وینگر                       | ۳ ژوئن ۱۹۹۹ ‏(۲۵ سال)    | ۲۰۱۸        | ۲۰۲۴          | جوانان فیورنتینا   | بخش جوانان  | ۲۳          | ۰           |
| ۹۱                                                      | الکساندر کوکورین     | روسیه       | مهاجم نوک                               | ۱۹ مارس ۱۹۹۱ ‏(۳۴ سال)   | ۲۰۲۱        | ۲۰۲۴          | اسپارتاک مسکو      |             | ۵           | ۰           |
| ۱۱                                                      | ژوناتان آیکونه       | فرانسه      | مهاجم نوک                               | ۲ مهٔ ۱۹۹۸ ‏(۲۶ سال)      | ۲۰۲۲        | ۲۰۲۶          | لیل                |             | ۰           | ۰           |
| بازیکنانی که در طول فصل باشگاه فیورنتینا را ترک کرده‌اند |                      |             |                                         |                         |             |               |                    |             |             |             |
| ۹                                                       | دوشان ولاهوویچ       | صربستان     | مهاجم نوک                               | ۲۸ ژانویهٔ ۲۰۰۰ ‏(۲۵ سال) | ۲۰۱۸        | ۲۰۲۳          | پارتیزان           |             | ۸۱          | ۳۰          |
| ۱۵                                                      | اریک پولگار          | شیلی        | هافبک میانی / هافبک دفاعی / مدافع       | ۱۵ ژانویهٔ ۱۹۹۴ ‏(۳۱ سال) | ۲۰۱۹        | ۲۰۲۳          | بولونیا            |             | ۷۱          | ۸           |

## نقل و انتقالات

### ورودی
| تاریخ          | پست   | بازیکن         | سن | انتقال از | بها         | توضیحات                                |
| -------------- | ----- | -------------- | -- | --------- | ----------- | -------------------------------------- |
| ۱ ژوئیه ۲۰۲۱   | مدافع | نیکولاس گنزالس | ۲۳ | اشتوتگارت | €۲۳٬۵۰۰٬۰۰۰ |                                        |
| ۱ ژوئیه ۲۰۲۱   | مدافع | ایگور          | ۲۳ | اسپال     | €۵٬۰۰۰٬۰۰۰  | الزام به خرید از قرارداد قرضی سال ۲۰۱۹ |
| ۲۱ اوت ۲۰۲۱    | هافبک | ماتیا ناستازیچ | ۲۸ | شالکه ۰۴  | €۵۰۰٬۰۰۰    |                                        |
| ۲ ژانویه ۲۰۲۲  | مهاجم | ژوناتان آیکونه | ۲۳ | لیل       | €۱۵٬۰۰۰٬۰۰۰ |                                        |
| ۷ ژانویه ۲۰۲۲  | مهاجم | کشیشتف پیونتک  | ۲۶ | هرتابرلین | فاش نشده    |                                        |
| ۲۹ ژانویه ۲۰۲۲ | مهاجم | آرتور کابرال   | ۲۳ | بازل      | €۱۷٬۰۰۰٬۰۰۰ |                                        |

#### قرضی از باشگاه‌های دیگر
| تاریخ       | پست   | بازیکن           | سن | انتقال از   | بها        | توضیحات |
| ----------- | ----- | ---------------- | -- | ----------- | ---------- | ------- |
| ۲۵ اوت ۲۰۲۱ | هافبک | لوکاس توریرا     | ۲۵ | آرسنال      | €۱٬۵۰۰٬۰۰۰ |         |
| ۲۸ اوت ۲۰۲۱ | مدافع | آلوارو اودریزولا | ۲۵ | رئال مادرید |            |         |

### خروجی
| تاریخ          | پست       | بازیکن              | سن | انتقال به    | بها         | توضیحات                                |
| -------------- | --------- | ------------------- | -- | ------------ | ----------- | -------------------------------------- |
| ۱ ژوئیه ۲۰۲۱   | دروازه‌بان | آلبان لافونت        | ۲۲ | نانت         | €۷٬۵۰۰٬۰۰۰  | گزینه خرید از قرارداد قرضی سال ۲۰۱۹    |
| ۱ ژوئیه ۲۰۲۱   | مدافع     | فدریکو چکرینی       | ۲۹ | هلاس ورونا   | €۳٬۰۰۰٬۰۰۰  | الزام به خرید از قرارداد قرضی سال ۲۰۲۰ |
| ۱ ژوئیه ۲۰۲۱   | مدافع     | دیوید هانکو         | ۲۳ | اسپارتا پراگ | €۲٬۵۰۰٬۰۰۰  |                                        |
| ۱ ژوئیه ۲۰۲۱   | هافبک     | Marco Marozzi       | ۲۲ | بازیکن آزاد  | رایگان      |                                        |
| ۱ ژوئیه ۲۰۲۱   | هافبک     | بورخا والرو         | ۳۶ | بازنشسته     | رایگان      |                                        |
| ۱ ژوئیه ۲۰۲۱   | مدافع     | مارتین کاسرس        | ۳۴ | بازیکن آزاد  | رایگان      |                                        |
| ۱ ژوئیه ۲۰۲۱   | مهاجم     | Rafik Zekhnini      | ۲۳ | مولده        | رایگان      |                                        |
| ۵ ژوئیه ۲۰۲۱   | مدافع     | کوین دیکس           | ۲۴ | کپنهاگن      | رایگان      |                                        |
| ۵ ژوئیه ۲۰۲۱   | مدافع     | Petko Hristov       | ۲۲ | اسپتزیا      | رایگان      |                                        |
| ۸ ژوئیه ۲۰۲۱   | هافبک     | Erald Lakti         | ۲۱ | Lecco        | رایگان      |                                        |
| ۱۹ ژوئیه ۲۰۲۱  | مدافع     | Julián Illanes      | ۲۴ | پسکارا       | €۳۵۰٬۰۰۰    |                                        |
| ۱۹ ژوئیه ۲۰۲۱  | مدافع     | Maximiliano Olivera | ۲۹ | خوارز        | رایگان      |                                        |
| ۲۳ ژوئیه ۲۰۲۱  | هافبک     | Valentin Eysseric   | ۲۹ | قاسم‌پاشا     | رایگان      |                                        |
| ۱۹ اوت ۲۰۲۱    | مدافع     | ژرمن پزلا           | ۳۰ | رئال بتیس    | €۳٬۵۰۰٬۰۰۰  |                                        |
| ۲۳ اوت ۲۰۲۱    | مدافع     | پل لیرولا           | ۲۴ | مارسی        | €۱۳٬۰۰۰٬۰۰۰ |                                        |
| ۲۴ اوت ۲۰۲۱    | هافبک     | Marco Meli          | ۲۱ | سیه‌نا        | رایگان      |                                        |
| ۶ سپتامبر ۲۰۲۱ | مهاجم     | فرانک ریبری         | ۳۸ | سالرنیتانا   | رایگان      |                                        |
| ۲۷ ژانویه ۲۰۲۲ | مهاجم     | دوشان ولاهوویچ      | ۲۲ | یوونتوس      | €۷۰٬۰۰۰٬۰۰۰ | ۷۰ میلیون + ۱۰ میلیون یورو متغیر       |

## پیش فصل- دوستانه
| ۲۰ ژوئیه ۲۰۲۱ دوستانه                           | فیورنتینا                                                                                | ۷–۱   | SV Ostermünchen           | موئنا، ایتالیا                         |
| ۱۷:۰۰ ساعت تابستانی اروپای مرکزی (یوتی‌سی ۲:۰۰+) | میلنکوویچ ۸' · بوناونتورا ۱۳' · دانکن ۲۴' · رانیری ۴۷' · ساپونارا ۶۰' · بناسی ۶۵'، ۸۲' · | گزارش | Schiedermeier ۷۶' (. پ) · | ورزشگاه: Campo Sportivo Cesare Benatti |

| ۲۵ ژوئیه ۲۰۲۱ دوستانه                           | فیورنتینا                                                                                            | ۱۱–۰  | فولیگنو | موئنا، ایتالیا                         |
| ۱۷:۰۰ ساعت تابستانی اروپای مرکزی (یوتی‌سی ۲:۰۰+) | کایخون ۱۵' · دانکن ۲۴' · ولاهوویچ ۴۸'، ۵۲'، ۵۸'، ۶۳'، ۷۴' · ولاهوویچ ۷۷'، ۸۰' (. پ) · ۸۸' (. گ. خ) · | گزارش |         | ورزشگاه: Campo Sportivo Cesare Benatti |

| ۲۹ ژوئیه ۲۰۲۱ دوستانه                           | فیورنتینا                                                                                            | ۹–۰   | لویکو | موئنا، ایتالیا                         |
| ۱۷:۰۰ ساعت تابستانی اروپای مرکزی (یوتی‌سی ۲:۰۰+) | کوکورین ۱۲' (. پ) · Agostinelli ۱۷'، ۳۹' · Bianco ۵۰' · بناسی ۵۵'، ۷۰' · سوتیل ۵۷'، ۶۵' · Gori ۷۳' · | گزارش |       | ورزشگاه: Campo Sportivo Cesare Benatti |
| یادداشت: بازی در دو نیمه ۴۰ دقیقه ای برگزار شد. | |       |       |                                        |

| ۳۰ ژوئیه ۲۰۲۱ دوستانه                           | فیورنتینا                                                      | ۴–۰   | ویرتوس ورونا | موئنا، ایتالیا                         |
| ۱۷:۰۰ ساعت تابستانی اروپای مرکزی (یوتی‌سی ۲:۰۰+) | بوناونتورا ۱۱' · ساپونارا ۴۶' · میلنکوویچ ۶۲' · ولاهوویچ ۷۶' · | گزارش |              | ورزشگاه: Campo Sportivo Cesare Benatti |

| ۷ اوت ۲۰۲۱ فوتبال باشگاهی                       | فیورنتینا | ۰–۰ (۴–۲ پنالتی) | اسپانیول | فلورانس، ایتالیا                                                        |
| ۱۹:۰۰ ساعت تابستانی اروپای مرکزی (یوتی‌سی ۲:۰۰+) |           | گزارش            |          | ورزشگاه: ورزشگاه آرتمیو فرانکی تماشاگران: ۳۰۰۰ داور: ماسیمیلیانو ایراتی |

## مسابقات

### سری آ

#### جدول لیگ
| رتبه | تیم        | بازی | برد | تساوی | باخت | گل‌ز | گل‌خ | ت‌گل | امتیاز | صلاحیت یا سقوط                         |
| ---- | ---------- | ---- | --- | ----- | ---- | --- | --- | --- | ------ | -------------------------------------- |
| ۶    | رم         | ۲۷   | ۱۳  | ۵     | ۹    | ۴۵  | ۳۴  | ۱۱+ | ۴۴     | صعود به مرحله پلی آف لیگ کنفرانس اروپا |
| ۷    | لاتزیو     | ۲۷   | ۱۲  | ۷     | ۸    | ۵۴  | ۴۲  | ۱۲+ | ۴۳     | —                                      |
| ۸    | فیورنتینا  | ۲۶   | ۱۳  | ۳     | ۱۰   | ۴۵  | ۳۶  | ۹+  | ۴۲     | —                                      |
| ۹    | هلاس ورونا | ۲۷   | ۱۱  | ۷     | ۹    | ۵۲  | ۴۳  | ۹+  | ۴۰     | —                                      |
| ۱۰   | ساسوئولو   | ۲۷   | ۹   | ۹     | ۹    | ۴۵  | ۴۵  | ۰   | ۳۶     | —                                      |

قوانین رده‌بندی: ۱)امتیازات؛ ۲)امتیازات رو در رو؛ ۳)تفاضل گل رو در رو؛ ۴)تفاضل گل؛ ۵)گل زده؛ ۶)تساوی. (نکته:سوابق مسابقات رو در رو تنها پس از پایان یافتن تمام مسابقات مابین تیم‌های مورد بحث استفاده می‌شود)

#### خلاصه نتایج
| مجموع | مجموع  | مجموع | مجموع | مجموع | مجموع | مجموع | مجموع | خانه | خانه | خانه | خانه | خانه | خانه | مهمان | مهمان | مهمان | مهمان | مهمان | مهمان |
| بازی  | امتیاز | پ     | ت     | ش     | گ‌ز    | گ‌خ    | ت‌گ    | پ    | ت    | ش    | گ‌ز   | گ‌خ   | ت‌گ   | پ     | ت     | ش     | گ‌ز    | گ‌خ    | ت‌گ    |
| ----- | ------ | ----- | ----- | ----- | ----- | ----- | ----- | ---- | ---- | ---- | ---- | ---- | ---- | ----- | ----- | ----- | ----- | ----- | ----- |
| ۲۶    | ۴۲     | ۱۳    | ۳     | ۱۰    | ۴۵    | ۳۶    | ۹+    | ۸    | ۱    | ۳    | ۳۰   | ۱۵   | ۱۵+  | ۵     | ۲     | ۷     | ۱۵    | ۲۱    | −۶    |

آخرین بروزرسانی: ۲۶ فوریه ۲۰۲۲

منبع: Serie A

پ = پیروزی؛ ت = تساوی؛ ش = شکست؛ گ‌ز = گل زده؛ گ‌خ = گل خورده؛ ت‌گ = تفاضل گل

#### نتایج بر پایه دور مسابقات
| دور    | 1  | 2  | 3 | 4 | 5 | 6 | 7 | 8 | 9 | 10 | 11 | 12 | 13 | 14 | 15 | 16 | 17 | 18 | 19 | 20 | 21 | 22 | 23 | 24 | 25 | 26 | 27 | 28 | 29 |
| ------ | -- | -- | - | - | - | - | - | - | - | -- | -- | -- | -- | -- | -- | -- | -- | -- | -- | -- | -- | -- | -- | -- | -- | -- | -- | -- | -- |
| زمین   | ب  | خ  | ب | ب | خ | ب | خ | ب | خ | ب  | خ  | ب  | خ  | ب  | خ  | ب  | خ  | خ  | ب  | خ  | ب  | خ  | ب  | خ  | ب  | خ  | ب  | خ  | خ  |
| نتیجه  | ش  | پ  | پ | پ | ش | پ | ش | ش | پ | ش  | پ  | ش  | پ  | ش  | پ  | پ  | پ  | م  | م  | ع  | ش  | پ  | م  | ش  | پ  | پ  | ش  |    |    |
| جایگاه | ۱۸ | ۱۰ | ۸ | ۵ | ۶ | ۵ | ۵ | ۹ | ۷ | ۸  | ۷  | ۷  | ۷  | ۶  | ۶  | ۶  | ۵  | ۶  | ۷  | ۶  | ۷  | ۶  | ۷  | ۸  | ۸  | ۷  | ۸  |    |    |

#### مسابقات
مسابقات لیگ در ۱۴ ژوئیه ۲۰۲۱ اعلام شد.
| ۲۲ اوت ۲۰۲۱ ۱                                   | رم                                                              | ۳–۱   | فیورنتینا | رم                                           |
| ۲۰:۴۵ ساعت تابستانی اروپای مرکزی (یوتی‌سی ۲:۰۰+) | پلگرینی '۱۳ · مخیتاریان ۲۶' · زانیولو '۴۴ '۵۲ · ورتو ۶۴'، ۷۹' · | گزارش |           | ورزشگاه: ورزشگاه المپیکو داور: Luca Pairetto |

|                                           | فیورنتینا | v     | تورینو |  |
| ساعت تابستانی اروپای مرکزی (یوتی‌سی ۲:۰۰+) |           | گزارش |        |  |

|                                           | آتالانتا | v     | فیورنتینا |  |
| ساعت تابستانی اروپای مرکزی (یوتی‌سی ۲:۰۰+) |          | گزارش |           |  |

|                                           | جنوآ | v     | فیورنتینا |  |
| ساعت تابستانی اروپای مرکزی (یوتی‌سی ۲:۰۰+) |      | گزارش |           |  |

|                                           | فیورنتینا | v     | اینتر میلان |  |
| ساعت تابستانی اروپای مرکزی (یوتی‌سی ۲:۰۰+) |           | گزارش |             |  |

|                                           | اودینزه | v     | فیورنتینا |  |
| ساعت تابستانی اروپای مرکزی (یوتی‌سی ۲:۰۰+) |         | گزارش |           |  |

|                                           | فیورنتینا | v     | ناپولی |  |
| ساعت تابستانی اروپای مرکزی (یوتی‌سی ۲:۰۰+) |           | گزارش |        |  |

|                                           | ونتزیا | v     | فیورنتینا |  |
| ساعت تابستانی اروپای مرکزی (یوتی‌سی ۲:۰۰+) |        | گزارش |           |  |

|                                           | فیورنتینا | v     | کالیاری |  |
| ساعت تابستانی اروپای مرکزی (یوتی‌سی ۲:۰۰+) |           | گزارش |         |  |

|                                           | لاتزیو | v     | فیورنتینا |  |
| ساعت تابستانی اروپای مرکزی (یوتی‌سی ۲:۰۰+) |        | گزارش |           |  |